# Anommonia nudipes
Anommonia nudipes är en tvåvingeart som beskrevs av Richards 1950. Anommonia nudipes ingår i släktet Anommonia och familjen hoppflugor.
Artens utbredningsområde är Kenya. Inga underarter finns listade i Catalogue of Life.